# Traponora
Traponora — рід грибів родини Lecanoraceae. Назва вперше опублікована 1997 року.